# Jane Long
Jane C. S. Long ist eine Energie- und Klimawissenschaftlerin. Sie ist insbesondere für ihre Beiträge zum Geoengineering bekannt.

## Leben
Long absolvierte an der Brown University ein Bachelorstudium in Ingenieurwissenschaften und an der UC Berkeley ein Master- und Promotionsstudium. Sie war Dekanin der Mackay School of Mines an der University of Nevada, Reno, Leiterin des Great Basin Center for Geothermal Energy und Vorsitzende der Nevada State Task Force on Energy Efficiency and Renewable Energy. Sie arbeitete zudem am Lawrence Berkeley National Laboratory und am Lawrence Livermore National Lab, dort ab 2004 als Associate Director for Energy and Environment. Zuletzt war sie Gastforscherin an der UC Berkeley und Wissenschaftlerin beim Environmental Defense Fund. Sie leitete die Geoengineering Task Force des Bipartisan Center und die Studien zur Energiezukunft Kaliforniens für den California Council on Science and Technology.

## Wirken
Long spricht sich in der Debatte um Auswege aus der Klimakrise für Negativemissionen durch Geoengineering aus. Hierzu sagte sie einmal: „Es fehlen gute Technologien, die uns beim Kampf gegen den Klimawandel unterstützen. Es kann so weit kommen, dass wir die Erde am Ende dieses Jahrhunderts künstlich abkühlen müssen. [...] Die meisten Forscher wollen CO2 aus Kohlekraftwerken abscheiden und speichern. Es direkt aus der Luft abzuscheiden wird jedoch immer wichtiger, seit die CO2-Konzentration in der Atmosphäre neue Rekordwerte erreicht.“ Sie hat zahlreiche Veröffentlichungen zu Strategien für den Klimawandel verfasst. Sie hat sich für die Durchführung von Pilotprojekten auf kleiner Skala ausgesprochen, um so Vertrauen aufzubauen und um anhand solcher konkreter Vorschläge die Governance des Geoengineering im Hinblick auf fünf entscheidende Aspekte – Wert, Risiko, Transparenz, Interessen und rechtliche Randbedingungen – auszuloten.

## Veröffentlichungen (Auswahl)
- mit J. S. Remer, C. R. Wilson, P. A. Witherspoon: Porous media equivalents for networks of discontinuous fractures. In: Water Resources Research. Volume 18, Issue 3, Juni 1983, S. 645–658, doi:10.1029/WR018i003p00645 (englisch).
- mit H. K. Endo, C. R. Wilson, P. A. Witherspoon: A Model for Investigating Mechanical Transport in Fracture Networks. In: Water Resources Research. Volume 20, Issue 10, Oktober 1984, S. 1390–1400, doi:10.1029/WR020i010p01390 (englisch).
- mit K. Karasaki, P. A. Witherspoon: Analytical models of slug tests. In: Water Resources Research. Volume 24, Issue 1, Januar 1988, S. 115–126, doi:10.1029/WR024i001p00115 (englisch).
- Construction of Equivalent Discontinuum Models for Fracture Hydrology. In: John A. Hudson (Hrsg.): Rock Testing and Site Characterization. Volume 3. Pergamon, 1995, ISBN 978-0-08-042066-0, S. 241–295, doi:10.1016/B978-0-08-042066-0.50018-5 (englisch).
- Piecemeal cuts won't add up to radical reductions. In: Nature. Volume 478, Issue 7370, 27. Oktober 2011, S. 429, doi:10.1038/478429a (englisch).
- mit Frank Loy, Granger M. Morgan: Policy: Start research on climate engineering. In: Nature. Volume 518, Issue 7531, 5. Februar 2015, S. 29–31, doi:10.1038/518029a (englisch).
- Geoengineering: Journey into geopoetry. In: Nature. Volume 526, Issue 7571, 1. Oktober 2015, S. 38–39, doi:10.1038/526038a (englisch).
- Trump: keep climate plans to boost jobs. In: Nature. Volume 539, Issue 7630, 24. November 2016, S. 495, doi:10.1038/539495b (englisch).
- Coordinated Action Against Climate Change: A New World Symphony. In: Issues in Science and Technology. Volume 33, Nr. 3, 2017 (englisch).
- et al: Evaluation of a proposal for reliable low-cost grid power with 100% wind, water, and solar. In: Proceedings of the National Academy of Sciences of the United States of America. Volume 114, Issue 26, 27. Juni 2017, S. 6722–6727, doi:10.1073/pnas.1610381114 (englisch).